# Салконето (Кјети)
Салконето (итал. Salconeto) је насеље у Италији у округу Кјети, региону Абруцо.
Према процени из 2011. у насељу је живело 19 становника. Насеље се налази на надморској висини од 641 м.